# Fatty's Flirtation
Fatty's Flirtation es un cortometraje cómico estadounidense de 1913 dirigido por George Nichols y protagonizado por Roscoe "Fatty" Arbuckle y Mabel Normand.

## Argumento
Fatty flirtea con todas las chicas que encuentra, incluso con la mujer de su amigo que le da una bofetada y llama a la policía que le persigue.

## Reparto
- Roscoe Arbuckle - Fatty
- Mabel Normand - Mabel
- Minta Durfee - Minta
- Hank Mann - Policía (no acreditado)
- Ford Sterling - Policía (no acreditado)
- William Hauber